# François Fauvel-Gouraud
Pour les articles homonymes, voir Gouraud.
François Fauvel-Gouraud dit Francis Fauvel Gouraud, né à la Martinique en 1808 et mort à New York le 16 juin 1847, est un ingénieur français, expert et pionnier en techniques photographiques et en mnémotechnique, actif aux États-Unis.

## Biographie
François Fauvel Gouraud doit sa réputation à son intérêt dès 1839 pour l'invention du daguerréotype : à la fin de cette année-là, il embarque pour les États-Unis, pour le compte des établissements Alphonse Giroux & Cie, alors le principal constructeur, avec Susse de l'appareil conçu par Louis Daguerre. Il prenait avec lui l'ensemble du dispositif et comptait en faire la démonstration ainsi que donner des conférences. Il est ainsi la première personne à montrer aux publics américains cette nouvelle technique de captation de l'image.
Voyageant à bord du British Queen, Gouraud débarque à New York le 23 novembre 1839, et le 4 décembre, il montre les premiers tirages daguerréotypes dans le hall de son hôtel à un parterre de journalistes et de personnalités de la haute-bourgeoisie dont l'ancien maire Philip Hone. Le lendemain, The Knickerbocker, le journal de Washington Irving, en fait l'éloge. En janvier 1840, il est à Philadelphie et donne une conférence. En avril 1840, il est à Boston et vend sa première « chambre » Giroux, accompagnée de 12 plaques 16,5 × 21,6 cm pour la somme de 76 dollars — une somme importante à cette époque — au dentiste Samuel Bemis (en), qui devient l'un des tout premiers photographes américains (essentiellement de paysages). 
Gouraud publie également une brochure intitulée Description of the daguerreotype process, or, A summary of M. Gouraud's public lectures, according to the principles of M. Daguerre, with a description of a provisory method for taking human portraits, Boston, Dutton and Wentworth's Print, 16 p. où il explique notamment comment parvenir à ce que le modèle conserve les yeux ouverts (le temps de pose était de 15 à 20 min). Si l'on inclut les travaux de John William Draper, Gouraud n'est toutefois pas le premier à photographier des personnes vivantes. En novembre 1840, six studios avaient ouvert à Boston, et autant à New York. Gouraud poursuit sa tournée vers le nord-ouest, arrive à Buffalo en 1842 et réussit à vendre un appareil à Samuel Morse, lequel s'était déjà intéressé à l'invention de Louis Daguerre : les deux hommes s'étaient rencontrés à Paris au printemps 1839. D'autres acheteurs célèbres sont Edward Everett Hale et le peintre George Fuller (en).
Après avoir essuyé quelques problèmes financiers, en 1843-1844, alors que le mot « daguerreotype » est passé, grâce à la presse et à l'engouement du public, dans l'usage courant, Gouraud réoriente ses activités et met au point un procédé mnémotechnique, un « code chiffres-sons » tout à fait original : il s'agit d'une méthode pour se remémorer facilement les nombres. Il publie un essai intitulé Phreno-mnemotechnic Dictionary et Phreno-Mnemotechny or The Art of Memory
Il meurt à Brooklyn, âgé de seulement 39 ans, le 16 juin 1847 : son épouse, malade, était décédée un mois plus tôt, et leurs deux enfants, un garçon et une fille, étaient orphelins. En 1850, parut à titre posthume un nouvel essai de Gouraud intitulé Cosmophonography dans lequel il étendait son procédé mnémotechnique à l'ensemble des langues, perfectionnant les fondamentaux en sténographie d'Aimé Paris et de Samuel Taylor.
Son fils, George Edward Gouraud (1842–1912) devint un officier militaire américain respecté et décoré, et fut, au civil, un proche de Thomas Edison, le représentant à Londres à partir de 1888, afin de promouvoir le cylindre phonographique.